# Ultraviolence (album)
Az Ultraviolence Lana Del Rey amerikai énekesnő harmadik stúdióalbuma, amely 2014. június 13-án jelent meg.
Az Ultraviolence-ről pozitív visszajelzések érkeztek a kritikusoktól. Ugyanakkor megjegyezték, hogy jelentős javulást látnak Born To Die albumához képest. A két albumot összehasonlítani azonban nem lehet, ugyanis az Ultraviolence nehezebben érthetőbb, mint a Born To Die. Az album merengő, sötét témákat - mint például a korrupció, a hatalom, a pénz és természetesen az erőszak – dolgoz fel.
Az album az első helyen debütált a U.S. Billboard 200 listáján. Az első hétén 182.000 darab másolatot adtak el, ezzel az Ultraviolence lett Del Rey első number-one albuma a slágerlistákon valamint ez az album produkálta a legjobb eladási számokat a debütáló héten. Az albumról öt single került ki – a ’West Coast’ (2014. Április 14), a ’Shades Of Cool’ (2014. Május 26), az ’Ultraviolence’ (2014. Június 4), a ’Brooklyn Baby’ (2014. Június 8) valamint a ’Black Beauty’ (2014. December 5). 2014 December 1-én bejelentette az Endless Summer Tour-t, amelyre Courtney Love és Grimes is elkíséri őt.